# Механично движение
Вижте пояснителната страница за други значения на Движение.
Движение в класическата физика се нарича промяната във времето на положението (координатите) на материална точка спрямо избрана инерциална отправна система и се описва със законите на Нютон. За описанието на движението са необходими следните величини: преместване {\displaystyle {\vec {d}}\,}, скорост {\displaystyle {\vec {v}}\,} (първа производна на преместването по времето) и ускорение {\displaystyle {\vec {a}}\,} (втора производна на преместването по времето).

## Видове движения
- транслационно или още наречено линейно – движение по линия или крива
- ротационно или още наречено въртеливо – промяна на ориентацията

Всяко едно от тези движения се описва с различни уравнения на движение. Всяко движение най-общо е комбинация от двата вида. Освен това, според съвременната физика, всяко движение е относително и трябва да се разглежда не само по себе си, а спрямо дадена отправна координатна система. Ако тялото не се движи, казваме, че е в покой, но това се отнася само за координатната система, свързана с тялото. Например тяло на повърхността на Земята може да ни изглежда в покой, но само защото наблюдателят се намира също на повърхността на Земята. Самата Земя обаче се движи в пространството по своята орбита около Слънцето и освен това се върти около оста си. Като правило, движението на телата се описва със законите на Нютон, когато скоростта на движение не приближава скоростта на светлината. В последния случай трябва да се приложи теорията на относителността, а движението на много малки обекти като електроните се подчинява на законите на квантовата механика.